# Белокаменка (Ульяновская область)
Белокаменка — посёлок в Николаевском районе Ульяновской области Входит в состав Николаевского городского поселения.

## История
В 1986 г. указом ПВС РСФСР посёлок Баевского известкового завода переименован в Белокаменка.

## Население
| 1996 | 2010 |
| ---- | ---- |
| 58   | ↘37  |